# Renaissance Illusion
Renaissance Illusion was een Britse muziekgroep. Het was meer een gelegenheidsband rondom Jim McCarty.
Er wordt vaak vermeld dat de band een samenwerkingsverband is van leden van Renaissance en Illusion. Dat is niet juist; de deelnemende musici vormden de basis van zowel Renaissance en Illusion. Renaissance heeft hier daarom een dubbele betekenis; zowel als bandnaam als de eigenlijke betekenis van het woord: Wedergeboorte. De muziek lijkt meer op die van Renaissance dan van Illusion.

## Leden
- Jane Relf – zang
- Louis Cennamo – basgitaar
- John Hawken – toetsinstrumenten
- Jim McCarthy – slagwerk

Voor gitaar was aangetrokken Dzal Martin; deze speelde in de band Box of Frogs van Paul Samwell-Smith; ex-collega van McCarty in The Yardbirds en producent van de eerste albums van Renaissance.  

## Discografie
Het kwam slechts tot één album:
- 2001: Through the Fire